# Пьедикавалло
Пьедикавалло (итал. Piedicavallo) — коммуна в Италии, располагается в регионе Пьемонт, в провинции Бьелла.
Население составляет 187 человек (2008 г.), плотность населения составляет 11 чел./км². Занимает площадь 17 км². Почтовый индекс — 13812. Телефонный код — 015.
Покровителем коммуны почитается Архангел Михаил, празднование 29 сентября.

## Демография
Динамика населения:

## Города-побратимы
- Аврие, Франция (2009)

## Администрация коммуны
- Официальный сайт: http://www.piedicavallo.com/